# Cauville-sur-Mer
Cauville-sur-Mer är en kommun i departementet Seine-Maritime i regionen Normandie i norra Frankrike. Kommunen ligger i kantonen Montivilliers som tillhör arrondissementet Le Havre. År 2022 hade Cauville-sur-Mer 1 679 invånare.

## Befolkningsutveckling
Antalet invånare i kommunen Cauville-sur-Mer
| Referens: INSEE |